# Зільбер Ірина Олександрівна
Ірина Олександрівна Зільбер (18 листопада 1983, Свердловськ, РРФСР, СРСР) — російська гімнастка. Олімпійська чемпіонка ігор в Сіднеї. 

## Біографія
Підопічна заслуженого тренера Росії Наталії Горбуліної. Закінчила Московське училище олімпійського резерву № 1. Виступала за МГФСО і ВФСТ «Динамо» (Єкатеринбург). До збірної команди Росії входила з 1994 року. 
Заслужений майстер спорту (1999). Чемпіонка світу в групових вправах (1998, 1999). Срібний призер Чемпіонату Європи 1999 року. 
На літніх Олімпійських іграх в Сіднеї у 2000 році завоювала золоту медаль у групових вправах. 
У 2001 році була нагороджена Почесним Знаком «За заслуги в розвитку фізичної культури і спорту». 
Кавалер ордена Дружби. 